# Classe Le Corse
Les escorteurs de la classe Le Corse (ou du type E50) constituent un type de bâtiments de combat destinés à la protection ASM des convois, construits pour la Marine nationale française entre 1952 et 1955. D'abord dénommés escorteurs océaniques (en 1949), puis escorteurs de 2e classe, ils reçurent en 1954 l'appellation définitive d'escorteurs rapides. 
Le qualificatif de rapide correspond au concept d'escorteur océanique développé au début des années 1950 dans la Royal Navy (bientôt suivie dans cette voie par l'US Navy), en réponse à la menace des sous-marins modernes de la flotte de guerre soviétique. 
Principalement configurée pour la lutte anti-sous-marine, et composée de quatre unités, la classe E50 représente la première série du type escorteur rapide.

## Histoire (origines)
Après la Seconde Guerre mondiale, la Marine française est réduite à de vieilles unités ayant survécu aux combats, à l'apport d'unités légères provenant de l’US Navy et de la Royal Navy et aussi de bâtiments allemands et italiens récupérés au titre des dommages de guerre.
L'expérience de la dernière guerre a démontré l'utilité de navires d'escorte pour la protection des convois océaniques et des grands bâtiments.
Dès 1943, apparaît donc un nouveau type d'escorteur comme les frégates anglaises de classe River, les corvettes de classe Flower dont les Forces navales françaises libres (FNFL) seront dotées, et les destroyers d'escorte américains de classe Cannon.
En 1949, la France et d'autres pays occidentaux entrant dans la Guerre froide pensent à la construction d'escorteurs rapides pour des groupes aéronavals qui serviront dans le cadre de l'OTAN. La Marine française se voit confier la mission prioritaire de la lutte anti-sous-marine. Elle construit des escorteurs d'escadre (polyvalents) et des escorteurs rapides, essentiellement destinés à la lutte anti-sous-marine.
Le qualificatif de « rapide » visait à marquer leur progrès, comparé aux escorteurs « tout court » de la génération de la Seconde Guerre mondiale, destinés à l'escorte des convois marchands, convois dont la vitesse moyenne modeste (environ 10 nœuds) ne nécessitait de leurs escorteurs qu'une vitesse maximale de l'ordre de 18 nœuds.
Le gain de vitesse (d'environ dix nœuds) des E.R. par rapport aux escorteurs de convois, correspondait aux performances du même ordre, obtenues par les frégates rapides de la Royal Navy ou par les DDE de l'US Navy, résultant soit de la transformation d'anciens destroyers, soit de bâtiments neufs spécifiquement conçus pour la lutte contre les submersibles rapides, tels que déployés à la fin de la Guerre.
Les E.R. présentaient aussi une meilleure capacité (agilité) d'évolution, grâce à un rayon de giration réduit, ainsi qu'à une plus rapide montée en allure (accélération).   

## Caractéristiques techniques
L'escorteur rapide de type E50 est un bâtiment de 1 500 tonnes. Ses deux turbines à vapeur de 20 000 ch lui permettent une vitesse de pointe de 27 nœuds et son autonomie est proche de 5 000 nautiques à 15 nœuds.

Au départ il était prévu de l'équiper d'une artillerie avec un canon allemand de 105 mm et de 2 affûts doubles de 57 mm. N'ayant pas de capacité antiaérienne, le canon de 105 mm est abandonné, et remplacé par un troisième affût de 57 mm.

Le type de torpilles K2 en dotation initiale fut remplacé, dans les années 1970, par le type L3 à autodirecteur.
Le Bordelais avait une cheminée en aile d'avion "Strombos-Valensi"
Cette série sera suivie de quatorze unités, d'un type amélioré, le type E52.

### Armement
Lutte anti-sous-marine :
- 4 plateformes triples de tubes lance-torpilles de 550 mm (à l'avant)
- 1 lance-roquettes ASM de type Bofors de 375 mm (sur le rouf arrière)
- 2 grenadeurs de sillage

Défense antiaérienne (canons) :
- 3 affûts doubles de 57 mm (1 à l'avant et 2 à l'arrière)
- 2 affûts simples de 20 mm Oerlikon (un sur chaque bord)

À fin d'expérimentations, Le Brestois sera doté en 1958 d'une chaîne d'artillerie de 100 mm, comprenant canon, télépointeur, centrale de calcul et de conduite de tir.
Une tourelle de 100 mm remplace l'affût arrière (le n°3) de 57 mm et un télépointeur associé est monté à l'emplacement du lance-roquettes ASM Bofors de 375 mm. La mâture est modifiée, et un radar de veille "air" DRBV 22A remplace l'ancien DRBV-20.

### Électronique
- 1 radar de veille combiné DRBV-20A
- 1 radar de navigation DRBN-32
- 1 radar de conduite de tir DRBC-31
- 1 détecteur de radar ARBA/ARBR-10
- 2 sonars : un DUBV-1 et un DUBA-1

## Unités
| Indicatif visuel | Nom           | Chantier                                                  | Lancement        | Service effectif | Service | Fin de service | Destination                                                    |
| ---------------- | ------------- | --------------------------------------------------------- | ---------------- | ---------------- | --- | -------------- | -------------------------------------------------------------- |
| F761             | Le Corse      | Arsenal de Lorient                                        | 5 août 1952      | 23 avril 1955    | Groupe d'action anti-sous-marine (GAASM) de Toulon (1re DER). Groupe des escorteurs et avisos de la 2e Région (GEA2) (9e DER). En réserve à Brest, de 1965 à 1969. Flottille de l'Atlantique,. Escadre de l'Atlantique. | 1975           | coulé en 1976 comme navire-cible.                              |
| F762             | Le Brestois   | Arsenal de Lorient                                        | 16 décembre 1952 | 19 janvier 1956  | GAASM Escadre,. Escadre de la Méditerranée. | 1975           | coulé comme navire-cible en 1976                               |
| F763             | Le Boulonnais | Ateliers et Chantiers de la Loire à Nantes                | 12 mai 1953      | 5 août 1955      | GAASM. Groupe des escorteurs et avisos de la 2e Région (GEA2). Placé en réserve en 1964 à Brest. | 1976           | brise-lames à Brest coulé en 1994                              |
| F764             | Le Bordelais  | Forges et Chantiers de la Méditerranée à La Seyne-sur-Mer | 11 juillet 1953  | 7 avril 1955     | GAASM. Groupe des escorteurs et avisos de la 2e Région (GEA2). 9e puis 7e DER. Placé en réserve en 1966 à Brest. | 1976           | brise-lame à Brest ; vendu en 1981 pour démolition en Espagne. |